# Kurt Zurfluh
Kurt Zurfluh (* 4. Oktober 1949 in Luzern; † 15. April 2017 in Cienfuegos, Kuba) war ein Schweizer Fernseh- und Hörfunkmoderator.

## Leben und Karriere

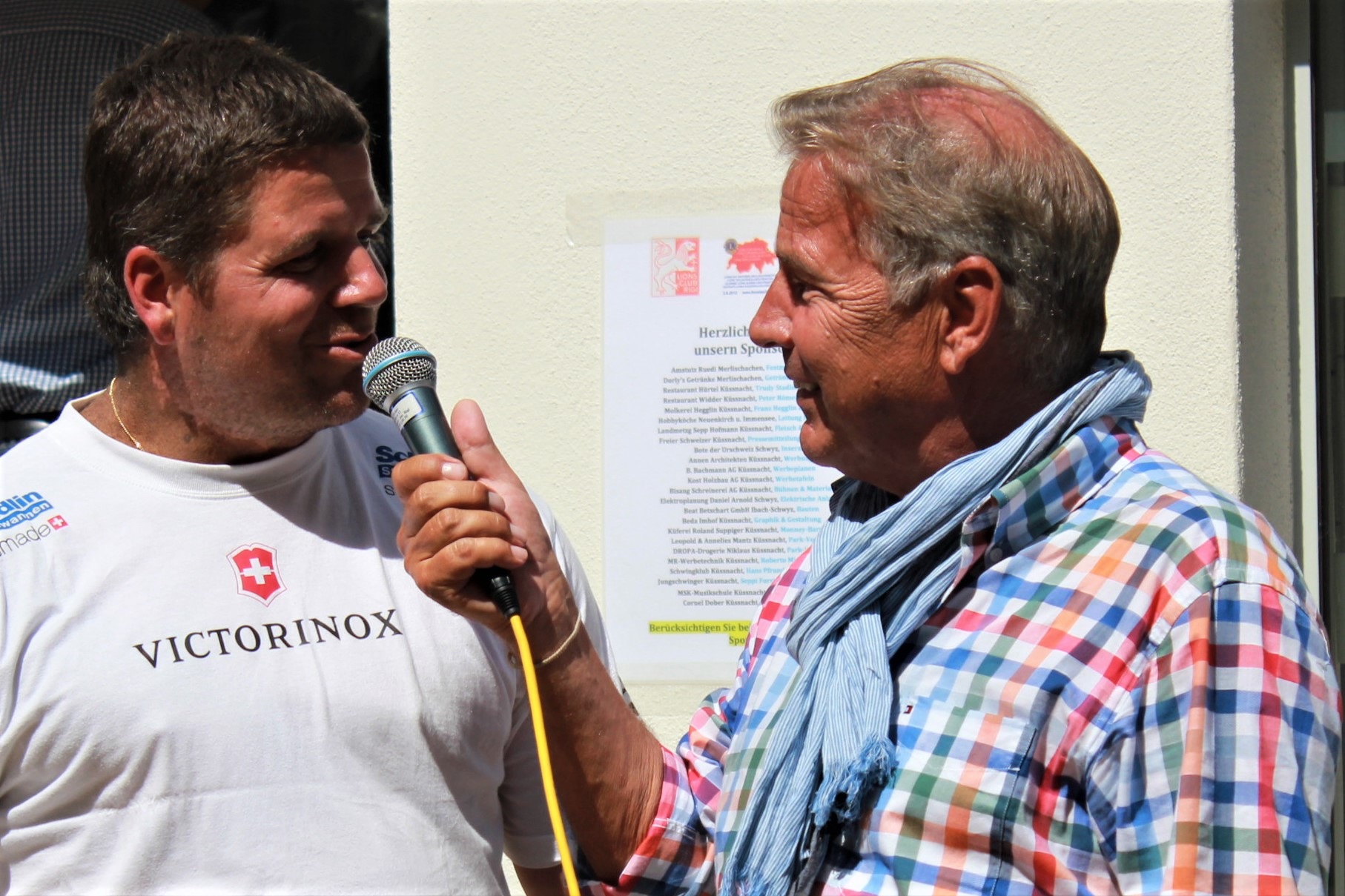
Kurt Zurfluh (rechts) im Interview mit Bobpilot Beat Hefti (2012)

Zurfluh wuchs in Brunnen SZ auf. Der gelernte Verlagskaufmann begann 1970 seine Arbeit als Redaktor und Moderator der Sendung Regionaljournal Zentralschweiz beim Schweizer Radio DRS. Beim Radio und beim Schweizer Fernsehen wirkte er als Sportreporter und als Moderator von Sendungen wie Sportpanorama oder Sport aktuell und präsentierte verschiedene Volksmusiksendungen. Zeitweise war er Aussenmoderator bei der Fernsehsendung Wetten, dass..?. Von 1996 bis 2012 war er als Moderator und Redaktor der Volksmusiksendung Hopp de Bäse! tätig; nach 270 Sendungen ging er im Juli 2012 in Pension. 2014 gab er ein Comeback beim Zentralschweizer Fernsehsender Tele 1, wo er während zweier Jahre die Sendung unterwegs moderierte. Er war langjähriger Kolumnist der Zeitung Zentralschweiz am Sonntag.
Zuletzt lebte er mit seiner Lebenspartnerin in Weggis. Er verstarb im Alter von 67 Jahren auf einer Kuba-Reise an akutem Herzversagen und einer Lungenembolie.